# Natação nos Jogos Europeus de 2015 - 100 m peito masculino
A competição dos 100 metros peito masculino foi um dos eventos da natação nos Jogos Europeus de 2015, em Baku, no Azerbaijão. Foi disputada no Centro Aquático de Baku nos dias 26 e 27 de junho.

## Calendário
Horário de verão do Azerbaijão (UTC+5).
| Data        | Horário | Fase         |
| ----------- | ------- | ------------ |
| 26 de junho | 11:06   | Eliminatória |
| 26 de junho | 18:41   | Semifinal    |
| 27 de junho | 17:56   | Final        |

## Medalhistas
| Ouro   | RUS Anton Chupkov      |
| Prata  | LTU Andrius Šidlauskas |
| Bronze | GBR Charlie Attwood    |

## Recordes
Antes desta competição, os recordes mundiais e dos jogos europeus dessa prova eram os seguintes:
| Tipo                       | Atleta           | Tempo | Local   | Data                |
| -------------------------- | ---------------- | ----- | ------- | ------------------- |
|                            | GBR Adam Peaty   | 57s92 | Londres | 17 de abril de 2015 |
| Recorde dos Jogos Europeus | Não estabelecido | –     |         |                     |

Os seguintes recordes mundiais ou dos jogos europeus foram estabelecidos durante esta competição:
| Data        | Evento | Nome          | Nacionalidade | Tempo   | Notas                      |
| ----------- | ------ | ------------- | ------------- | ------- | -------------------------- |
| 27 de junho | Final  | Anton Chupkov | Rússia        | 1:00.65 | Recorde dos Jogos Europeus |

## Resultados

### Eliminatórias
A eliminatória foi realizada no dia 25 de junho. 
| Pos. | Bateria | Raia | Nadador                  | Nacionalidade    | Tempo   | Notas |
| ---- | ------- | ---- | ------------------------ | ---------------- | ------- | ----- |
| 1    | 5       | 4    | Anton Chupkov            | RUS Rússia       | 1:00.94 | Q,    |
| 2    | 4       | 5    | Charlie Attwood          | GBR Grã-Bretanha | 1:01.93 | Q     |
| 3    | 4       | 4    | Andrius Šidlauskas       | LTU Lituânia     | 1:02.06 | Q     |
| 4    | 3       | 6    | Tobias Bjerg             | DEN Dinamarca    | 1:02.27 | Q     |
| 5    | 3       | 5    | Egor Suchkov             | RUS Rússia       | 1:02.31 | Q     |
| 6    | 4       | 3    | Basten Caerts            | BEL Bélgica      | 1:02.68 | Q     |
| 7    | 3       | 3    | Arkadii Grigorev         | RUS Rússia       | 1:02.69 |       |
| 8    | 5       | 5    | Alex Baldisseri          | ITA Itália       | 1:02.95 | Q     |
| 9    | 4       | 7    | Iliya Gladishev          | ISR Israel       | 1:03.09 | Q     |
| 10   | 3       | 2    | Kirill Mordashev         | RUS Rússia       | 1:03.13 |       |
| 11   | 5       | 6    | Luke Davies              | GBR Grã-Bretanha | 1:03.17 | Q     |
| 12   | 5       | 1    | Christopher Rothbauer    | AUT Áustria      | 1:03.25 | Q     |
| 13   | 3       | 7    | Jacek Arentewicz         | POL Polônia      | 1:03.53 | Q     |
| 14   | 5       | 2    | Paulius Grigaliūnas      | LTU Lituânia     | 1:03.57 | Q     |
| 14   | 5       | 9    | Philip Greve             | DEN Dinamarca    | 1:03.57 | Q     |
| 16   | 4       | 2    | Daniils Bobrovs          | LAT Letônia      | 1:03.71 | Q     |
| 17   | 2       | 5    | Anton Jeltyakov          | AZE Azerbaijão   | 1:03.83 | Q     |
| 18   | 5       | 7    | Leo Schmidt              | GER Alemanha     | 1:03.95 | Q     |
| 19   | 4       | 1    | Georgios Fragkoudakis    | GRE Grécia       | 1:04.15 |       |
| 20   | 3       | 1    | Konstantinos Meretsolias | GRE Grécia       | 1:04.30 |       |
| 21   | 4       | 8    | Amir Haviv               | ISR Israel       | 1:04.33 |       |
| 22   | 4       | 6    | Anton Prakopau           | BLR Bielorrússia | 1:04.55 |       |
| 23   | 3       | 9    | Richárd Miksi            | HUN Hungria      | 1:04.68 |       |
| 24   | 2       | 1    | Matthew Tsenkov          | BUL Bulgária     | 1:04.69 |       |
| 25   | 1       | 3    | Yevgen Kurkin            | UKR Ucrânia      | 1:04.77 |       |
| 26   | 3       | 8    | Pau Solà                 | ESP Espanha      | 1:04.79 |       |
| 27   | 2       | 8    | Silver Hein              | EST Estônia      | 1:04.92 |       |
| 28   | 4       | 9    | Mads Henry Steinland     | NOR Noruega      | 1:04.94 |       |
| 29   | 2       | 6    | Teodor Widerberg         | SWE Suécia       | 1:05.11 |       |
| 30   | 2       | 4    | Peter Ďurišin            | SVK Eslováquia   | 1:05.15 |       |
| 31   | 2       | 3    | Dominik Hitzinger        | AUT Áustria      | 1:05.24 |       |
| 31   | 3       | 0    | Edvinas Mažintas         | LTU Lituânia     | 1:05.24 |       |
| 33   | 2       | 7    | Nico Perner              | GER Alemanha     | 1:05.32 |       |
| 34   | 4       | 0    | Igor Proskura            | UKR Ucrânia      | 1:06.03 |       |
| 35   | 1       | 5    | Jakub Březina            | CZE Chéquia      | 1:07.12 |       |
| 36   | 1       | 4    | ndrew Moore              | IRL Irlanda      | 1:07.51 |       |
| 37   | 2       | 0    | Karel Seli               | EST Estônia      | 1:07.77 |       |
| 38   | 2       | 2    | Máté Kutasi              | HUN Hungria      | DSQ     |       |
| 38   | 5       | 0    | Nico Spahn               | SUI Suíça        | DSQ     |       |
| 38   | 5       | 3    | Federico Poggio          | ITA Itália       | DSQ     |       |
| 38   | 5       | 8    | Jacques Läuffer          | SUI Suíça        | DSQ     |       |
| 38   | 3       | 4    | Nikola Obrovac           | CRO Croácia      | DNS     |       |

### Semifinal
A semifinal foi realizada no dia 26 de junho.

#### Semifinal 1
| Pos. | Raia | Nadador               | Nacionalidade    | Tempo   | Notas |
| ---- | ---- | --------------------- | ---------------- | ------- | ----- |
| 1    | 4    | Charlie Attwood       | GBR Grã-Bretanha | 1:01.77 | Q     |
| 2    | 3    | Basten Caerts         | BEL Bélgica      | 1:02.34 | Q     |
| 3    | 5    | Tobias Bjerg          | DEN Dinamarca    | 1:02.39 | q     |
| 4    | 1    | Daniils Bobrovs       | LAT Letônia      | 1:03.22 |       |
| 5    | 2    | Christopher Rothbauer | AUT Áustria      | 1:03.42 |       |
| 6    | 7    | Paulius Grigaliūnas   | LTU Lituânia     | 1:03.46 |       |
| 7    | 8    | Leo Schmidt           | GER Alemanha     | 1:04.10 |       |
| 8    | 6    | Iliya Gladishev       | ISR Israel       | DSQ     |       |

#### Semifinal 2
| Pos. | Raia | Nadador            | Nacionalidade    | Tempo   | Notas |
| ---- | ---- | ------------------ | ---------------- | ------- | ----- |
| 1    | 4    | Anton Chupkov      | RUS Rússia       | 1:00.95 | Q     |
| 2    | 5    | Andrius Šidlauskas | LTU Lituânia     | 1:00.99 | Q     |
| 3    | 3    | Egor Suchkov       | RUS Rússia       | 1:02.15 | q     |
| 4    | 7    | Jacek Arentewicz   | POL Polônia      | 1:02.75 | q     |
| 5    | 6    | Alex Baldisseri    | ITA Itália       | 1:02.98 | q     |
| 6    | 2    | Luke Davies        | GBR Grã-Bretanha | 1:03.21 |       |
| 7    | 1    | Philip Greve       | DEN Dinamarca    | 1:03.34 |       |
| 8    | 8    | Anton Jeltyakov    | AZE Azerbaijão   | 1:03.79 |       |

### Final
A final foi realizada no dia 27 de junho.
| Pos.              | Raia | Nadador            | Nacionalidade    | Tempo   | Notas |
| ----------------- | ---- | ------------------ | ---------------- | ------- | ----- |
| Medalha de ouro   | 4    | Anton Chupkov      | RUS Rússia       | 1:00.65 | , WJ  |
| Medalha de prata  | 5    | Andrius Šidlauskas | LTU Lituânia     | 1:01.42 |       |
| Medalha de bronze | 3    | Charlie Attwood    | GBR Grã-Bretanha | 1:01.71 |       |
| 4                 | 7    | Tobias Bjerg       | DEN Dinamarca    | 1:02.21 |       |
| 5                 | 6    | Egor Suchkov       | RUS Rússia       | 1:02.26 |       |
| 6                 | 2    | Basten Caerts      | BEL Bélgica      | 1:02.28 |       |
| 7                 | 1    | Jacek Arentewicz   | POL Polônia      | 1:02.57 |       |
| 8                 | 8    | Alex Baldisseri    | ITA Itália       | 1:02.99 |       |

Legenda
| Recorde mundial            | Recorde mundial (World record)                     |                       | Recorde africano                      | Recorde africano (African) |                                           | Q | Classificado por posição (Qualified) |
| Recorde dos Jogos Europeus | Recorde dos Jogos Europeus (European Games record) | Recorde da América    | Recorde da América (Americas)         | q                          | Classificado por melhor tempo (Qualified) |   |                                      |
| Melhor marca do ano        | Melhor marca do ano (World leading)                | Recorde asiático      | Recorde asiático (Asian)              | DNS                        | Não largou (Did not start)                |   |                                      |
| Recorde nacional           | Recorde nacional (National record)                 | Recorde europeu       | Recorde europeu (European)            | DNF                        | Não terminou (Did not finish)             |   |                                      |
| Recorde pessoal            | Recorde pessoal do atleta (Personal best)          | Recorde da Oceania    | Recorde da Oceania (Oceania)          | DSQ / DQ                   | Desclassificado (Disqualified)            |   |                                      |
| Recorde da temporada       | Recorde da temporada do atleta (Season best)       | Recorde sul-americano | Recorde sul-americano (South America) | NM                         | Sem marca (No mark)                       |   |                                      |